# Caravane (convoi)
Pour les articles homonymes, voir Caravane.

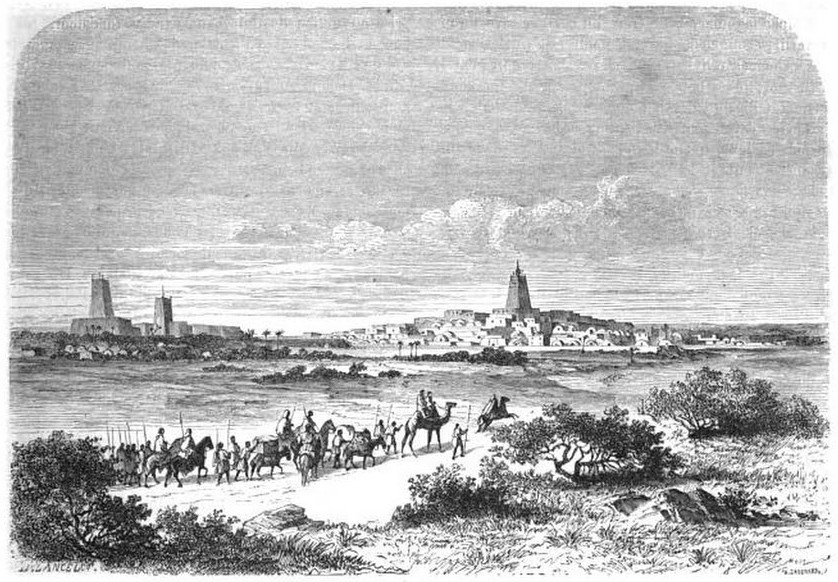
Une caravane de chameaux en face de Tombouctou en 1860.

Une caravane est un convoi de marchandises ou groupe de personnes voyageant ensemble, essentiellement dans le cadre d'une expédition commerciale. Les caravanes ont été utilisées principalement dans les zones désertiques du Sahara ou de la péninsule arabique et tout au long de la route de la soie, où le voyage en groupe permettait de s'aider et de se défendre contre les bandits.
Le stéréotype de la caravane reste celui de la caravane de nomades du Sahara, constituée d'une longue file de dromadaires, faisant halte dans les oasis et les caravansérails.

## Galerie

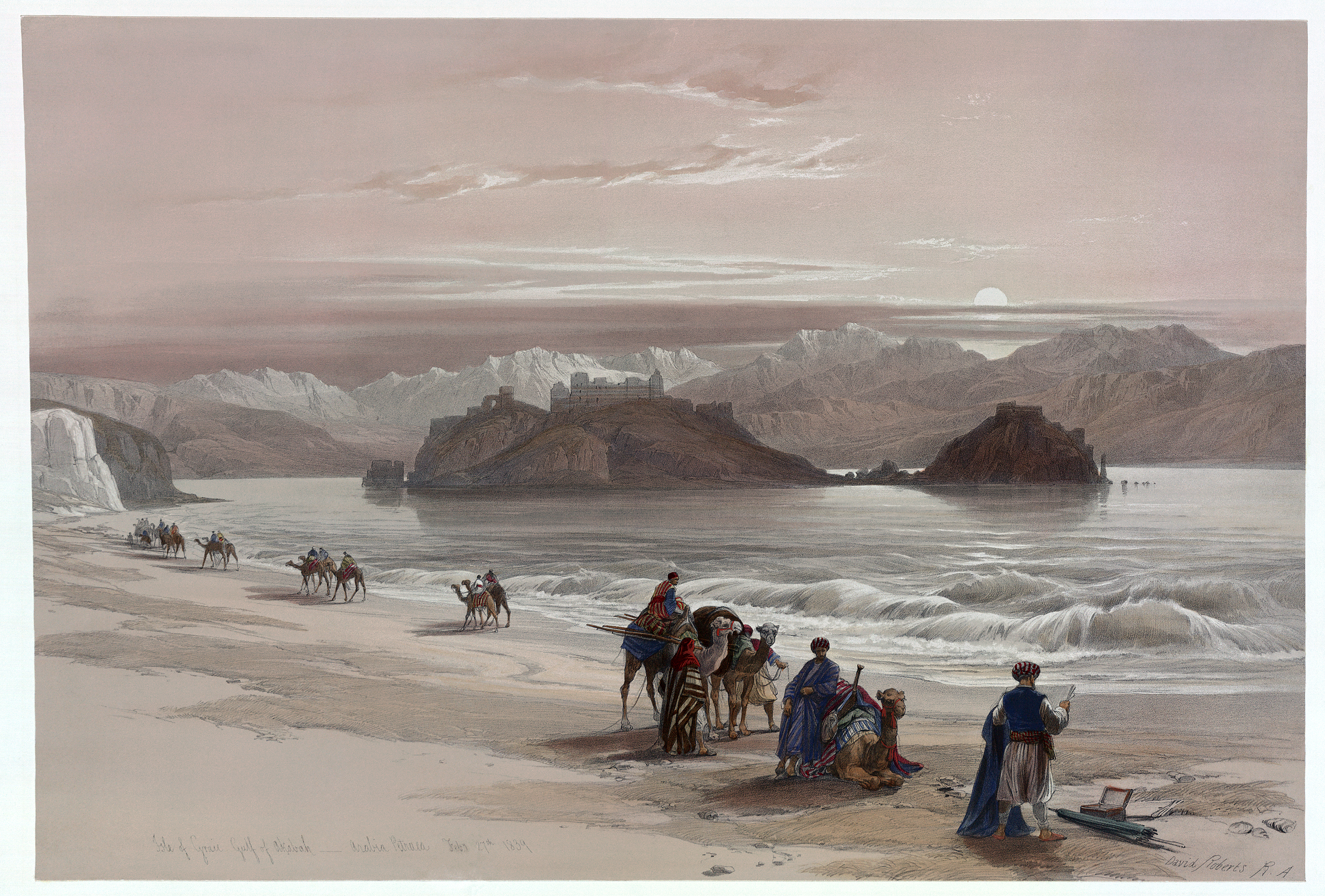
Une caravane de commerce passant l'île de Graia dans le golfe d'Aqaba, en Arabie pétrée, lithographie de Louis Haghe d'après un original de David Roberts, 1839.
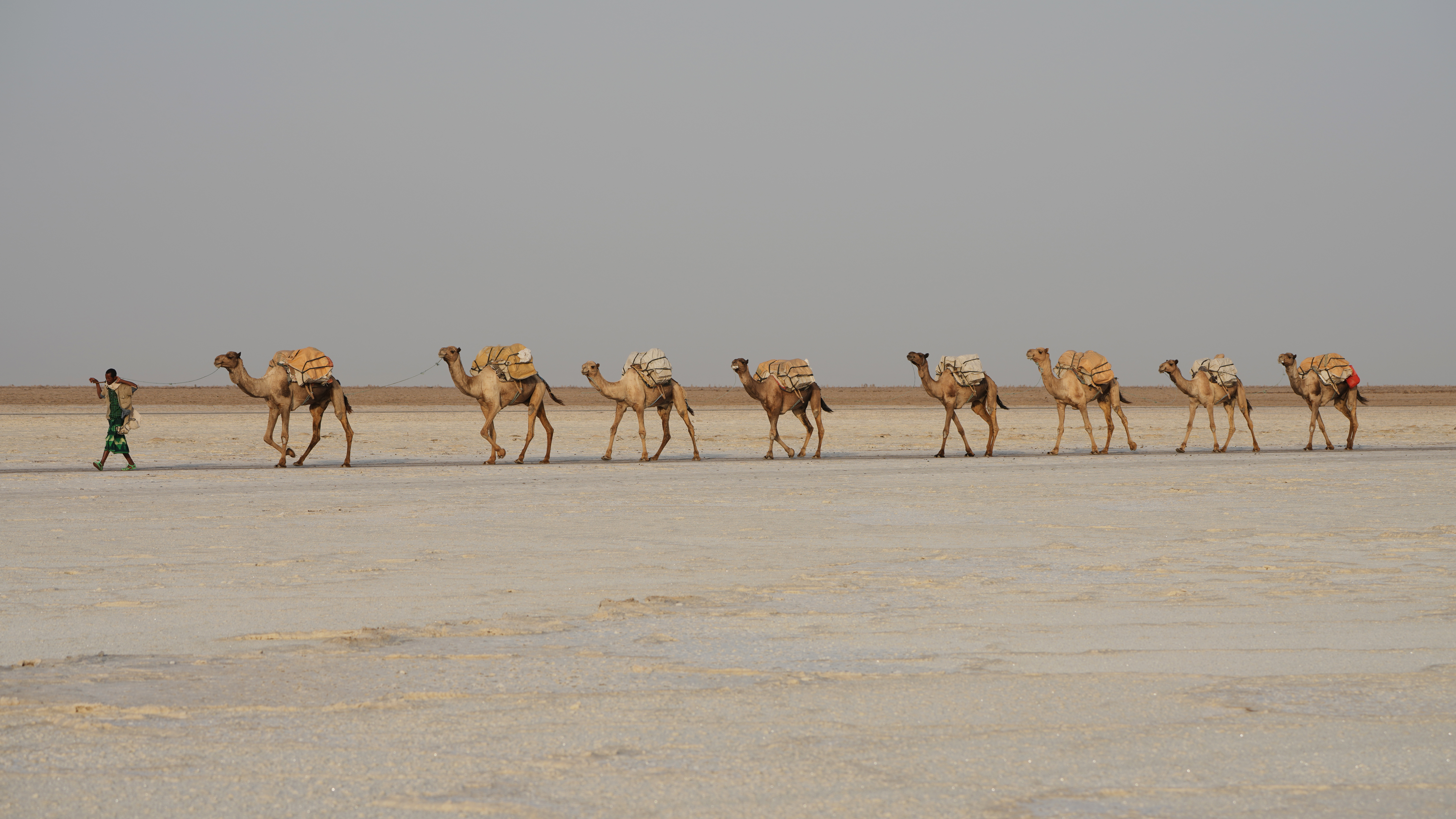
Caravane de chameaux transportant du sel dans la dépression de l'Afar en Éthiopie.
Au Maroc, dans le désert du Sahara.
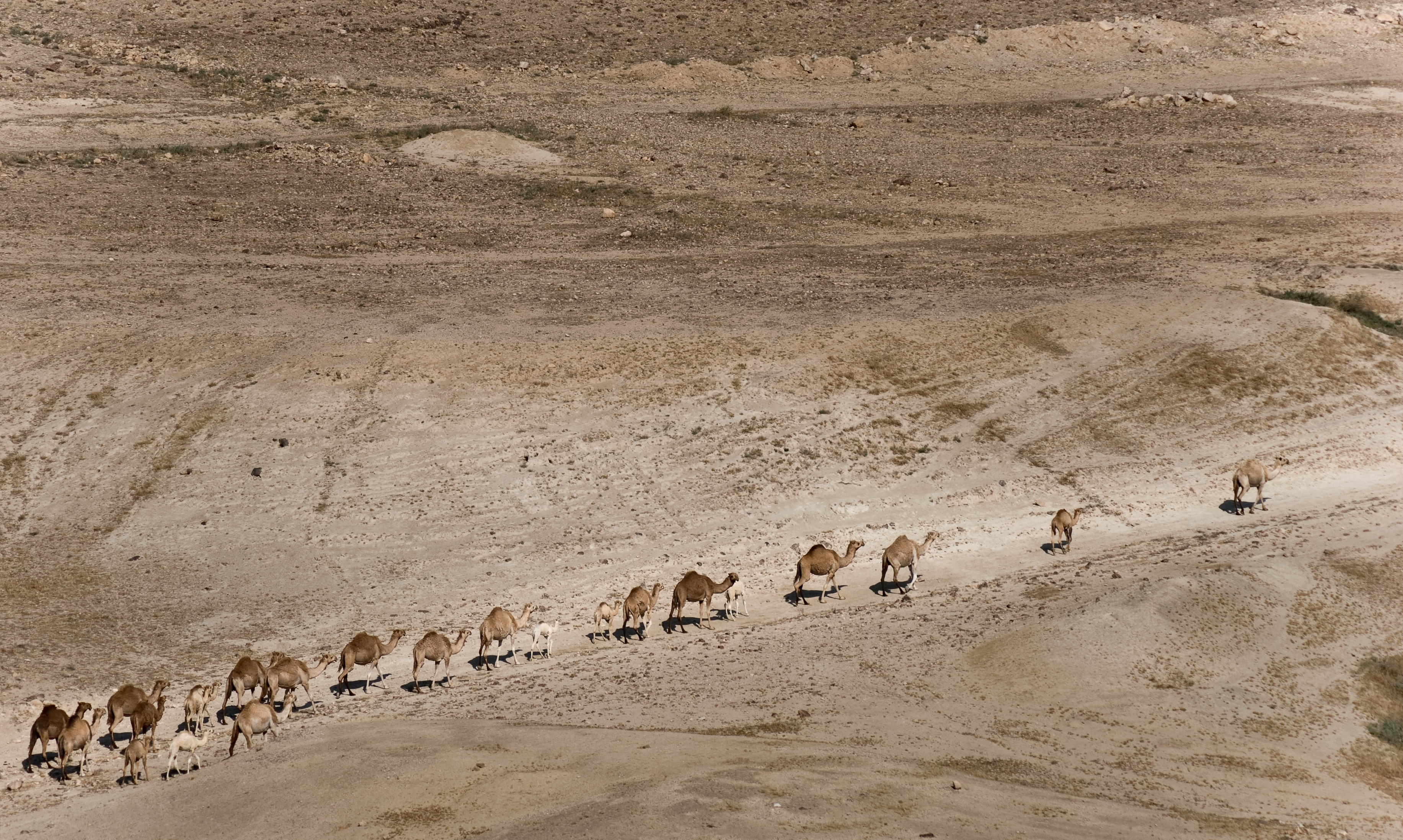
File d'une vingtaine de dromadaires, dont quelques jeunes, avance dans la vallée du Jourdain, en Cisjordanie.

#### Sur les caravanes dans l'Antiquité
- René Mouterde, André Poidebard, « La voie antique des caravanes entre Palmyre et Hît, au IIe siècle après Jésus-Christ, d'après une inscription retrouvée au Sud-Est de Palmyre (1930) », Syria, vol.12, no 12-22, 1931, pp. 101-115 [lire en ligne]
- Ernest Will, « Marchands et chefs de caravanes à Palmyre », Syria, vol.34, no 34-3-4, 1957, pp. 262-277 [lire en ligne]

#### Sur les caravanes auXVIIesiècle
- René Caillié Journal d'un voyage à Temboctou et à Jenné, dans l'Afrique centrale, précédé d'observations faites chez les Maures Braknas, les Nalous et autres peuples ; pendant les années 1824, 1825, 1826, 1827, 1828 : par René Caillié. Avec une carte itinéraire, et des remarques géographiques, par M. Jomard, membre de l'institut. Imprimé à Paris en mars 1830, par l'imprimerie royale, en trois tomes et un atlas. Une réédition en fac-similé a été réalisée par les éditions Anthropos en 1965. [lire en ligne]
  - édition actuelle : Voyage à Tombouctou (deux volumes), La Découverte, 1996  (ISBN 2-7071-2586-5)

#### Sur les caravanes à l'époque contemporaine
- Julien Brachet, « Le négoce caravanier au Sahara central : histoire, évolution des pratiques et enjeux chez les Touaregs Kel Aïr (Niger) », Les Cahiers d'outre-mer, no 226-227, 2004, pp. 117-136 [lire en ligne]
- Michel Museur, « Un exemple spécifique d'économie caravanière : l'échange sel-mil », Journal des africanistes, vol.47, no 47-2, 1977, pp. 49-80 [lire en ligne]